# Rudolf Stöger-Steiner von Steinstätten
Rudolf Stöger-Steiner von Steinstätten, avstrijski generalpolkovnik in politik, * 26. april 1861, † 12. maj 1921.
Bil je poveljnik 15. korpusa, ki se je bojeval na severnem delu soške fronte.